# Otín (zámek)
Otín je zámek ve stejnojmenné vesnici severovýchodně od Klatov. Založen byl ve druhé polovině šestnáctého století jako renesanční tvrz. Za Kanických z Čachrova byl barokně rozšířen a dochovanou podobu získal na počátku devatenáctého století, kdy vzniklo empírové křídlo. Zámecký areál je od roku 1964 chráněn jako kulturní památka.

## Historie

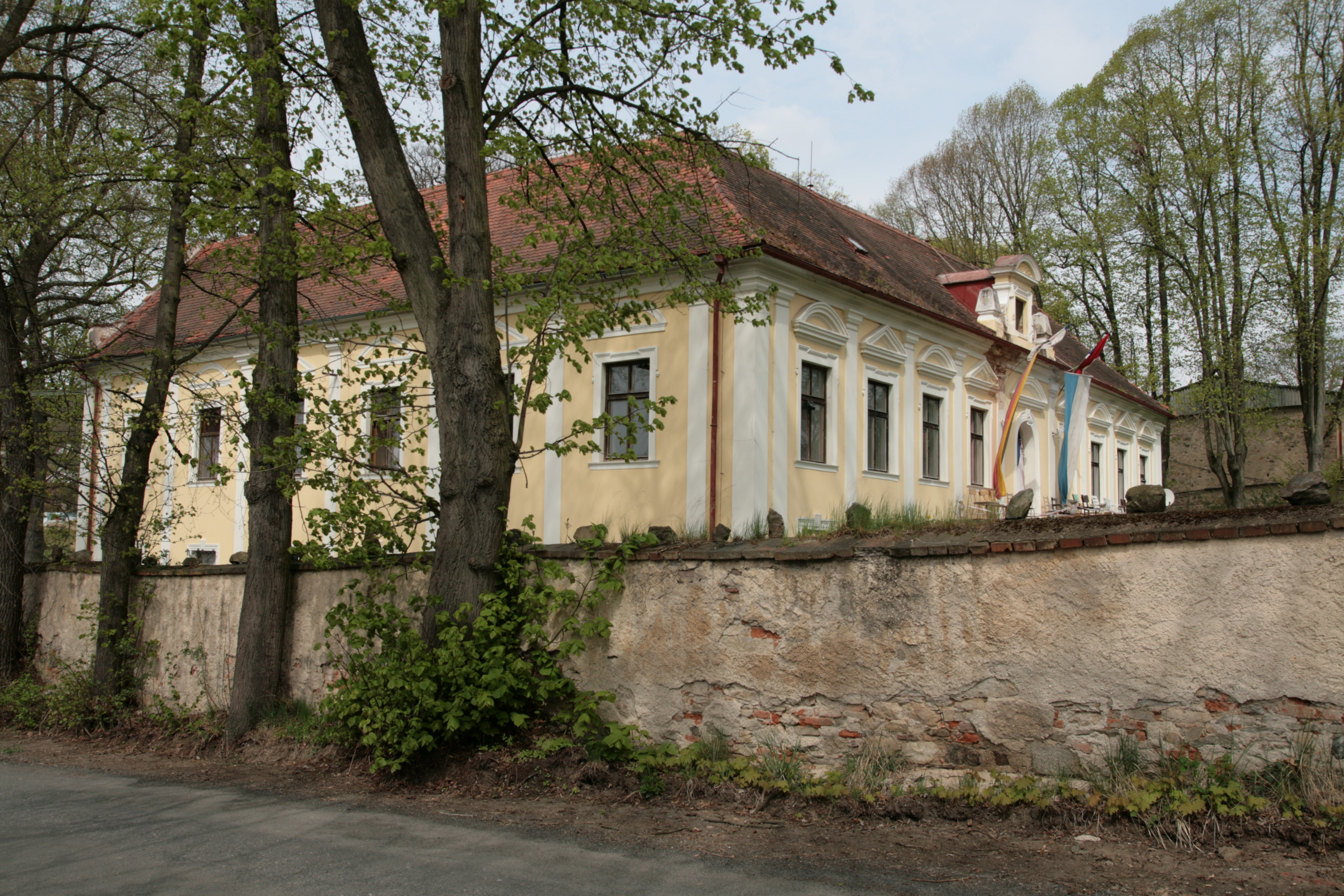
Zahradní průčelí budovy

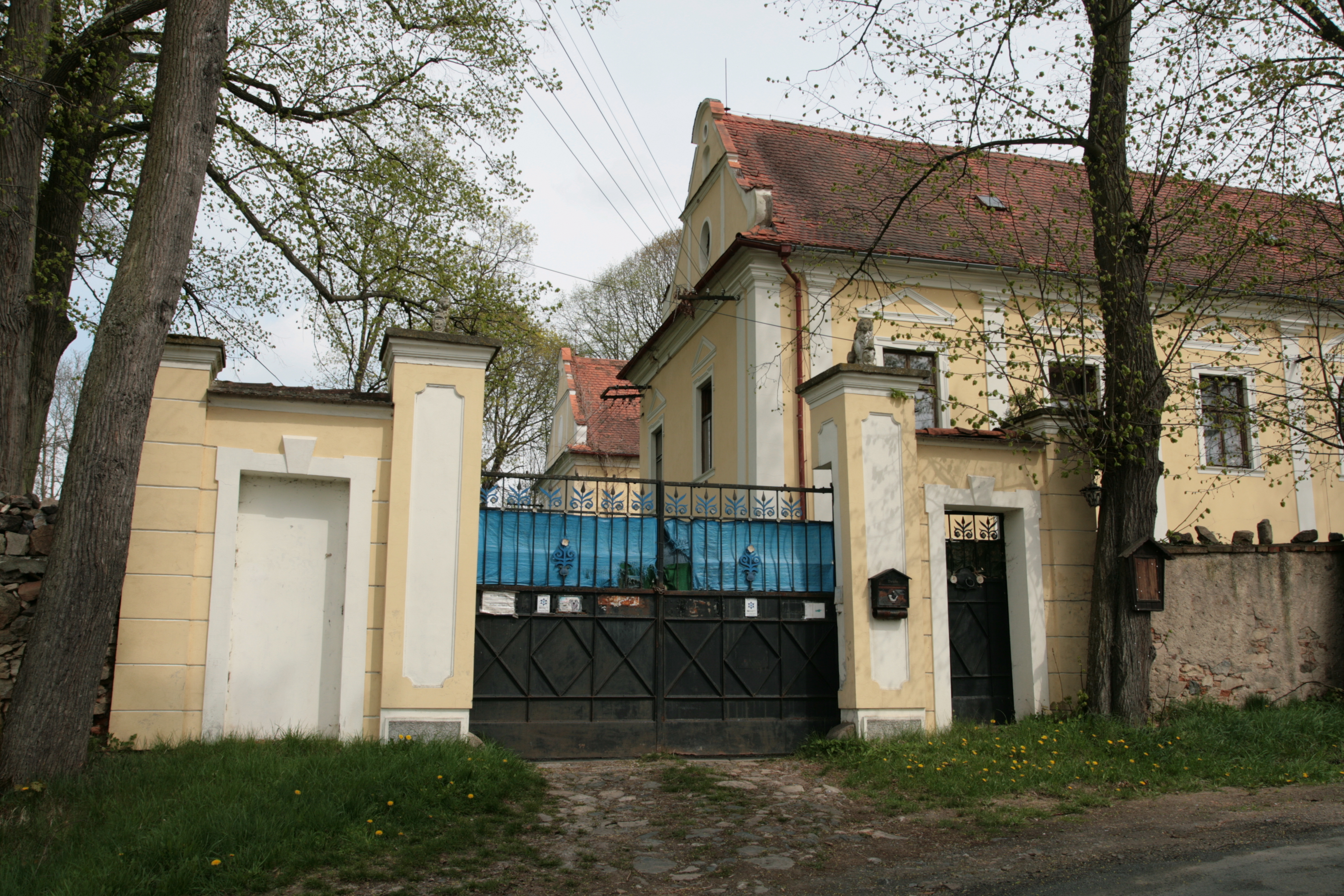
Brána

Prvním panským sídlem v Otíně byla gotická tvrz zvaná Šabat, pravděpodobně ze druhé poloviny patnáctého století. Roku 1550 patřila rodu Boříkovských z Košumberka, kteří ji prodali Šebestiánu Raichenbachovi z Raichenbachu a na Srbicích. Šebestiánovi synové Kryštof a Jindřich Otín prodali roku 1556 Václavu Broumovi z Miřetic, od kterého jej vzápětí koupil Fabián Mejtolár z Mejtolu. Fabián si statek podržel jen dva roky a poté jej přenechal klatovskému rychtáři Matyáši Kaufunkovi z Poborovic. Po roce 1589 Otín nejspíše vyženil Jiří Kanický z Čachrova.
Některý z majitelů nechal ve druhé polovině šestnáctého století v Otíně postavit novou renesanční tvrz. Stará tvrz zůstala stát u poplužního dvora ve východní části vesnice snad až do devatenáctého století.
Jiří Kanický z Čachrova se zúčastnil stavovského povstání v letech 1618–1620, ale po jeho porážce se stal katolíkem, a byl omilostněn. Po manželově smrti panství spravovala vdova Ludmila až do roku 1656, kdy Otín připadl synům Janu Jiřímu a Vilému Jetřichovi. Vilém Jetřich roku 1658 svou polovinu prodal Marii Žofii Bukovanské, která o rok později koupila také podíl Jana Jiřího a statek opět spojila do jednoho celku. Zámek vlastnila až do roku 1675, kdy jej koupil Jan Vilém Příchovský z Příchovic. Jeho syn Albrecht Karel Příchovský panství rozšířil o sousední Předslav. V osmnáctém století se majitelé statku často měnili. Roku 1708 panství koupil Přibík Vilém Kokořovec z Kokořova, který zemřel o čtyři roky později. Jeho dcera Marie Anna, provdaná Michnová z Vacínova, panství spravovala až do roku 1735, kdy je prodala ovdovělé Viktorii Anně z Unwerthu. Podle Miloslava Bělohlávka však otínský statek roku 1712 zdědil Přibík Vilém z Újezda a Viktorii Anně z Unwerthu jej prodali až jeho dědicové.
Viktorie z Unwerthu prodala zadlužené panství dne 1. prosince 1740 Františku Adamovi Janovskému z Janovic, po kterém statek okolo roku 1780 zdědily jeho děti. O čtyři roky později uzavřely dohodu, podle které Otín připadl Janu Vincencovi Janovskému. Miloslav Bělohlávek uvádí jako majitele syna Jana Viléma Janovského, který měl Otín spravovat už od roku 1780.
Okolo roku 1800 Otín koupil Ferdinand ze Sternfeldu a nechal starý zámek přestavět. Ještě před dokončením úprav roku 1808 zemřel. O rok později Otín od jeho dcery koupil pražský advokát Jan Měchura a stavbu dokončil. Na zámku poté často pobýval František Palacký, který zde psal své dílo Dějiny národu českého v Čechách a v Moravě a roku 1827 se oženil v předslavském kostele svatého Jakuba.
Od roku 1840 zámek patřil hudebnímu skladateli Lepoldu Eugenu Měchurovi. Jeho syn Viktor Měchura zámek roku 1875 prodal lékaři Vojtěchu Duchkovi, který nechal zámek upravit v empírovém stylu. Podle Jiřího Úlovce však empírová přestavba proběhla již na počátku devatenáctého století a úpravy z osmdesátých let téhož století již podobu zámku výrazně neovlivnily. Po několika dalších majitelích zámek 9. ledna 1897 koupila Olga Zedtwitzová. Po ní jej vlastnil od roku 1910 Ferdinand Altvatter, roku 1925 zámek koupili manželé Josef a Marie Jílkovi a nakonec v roce 1940 Alois a Emílie Michovští. Zámek Emílii patřil až do roku 1950, kdy byla přinucena jej věnovat otínskému místnímu národnímu výboru. Budovu od sedmdesátých let dvacátého století využíval národní podnik Kozak Klatovy jako skladiště a po něm se v ní skladovaly jen zemědělské produkty. Uživatelé v poslední čtvrtině dvacátého století zanedbávali údržbu a zatékající voda poškodila stropy i obvodové zdivo. Opravy zahájil až nový majitel okolo roku 2000. V říjnu 2018 koupila zámek podnikatelka Daria Krstev, která pokračovala v jeho rekonstrukci. V létě 2024 byl areál zámku opět nabízen ke koupi.

## Stavební podoba

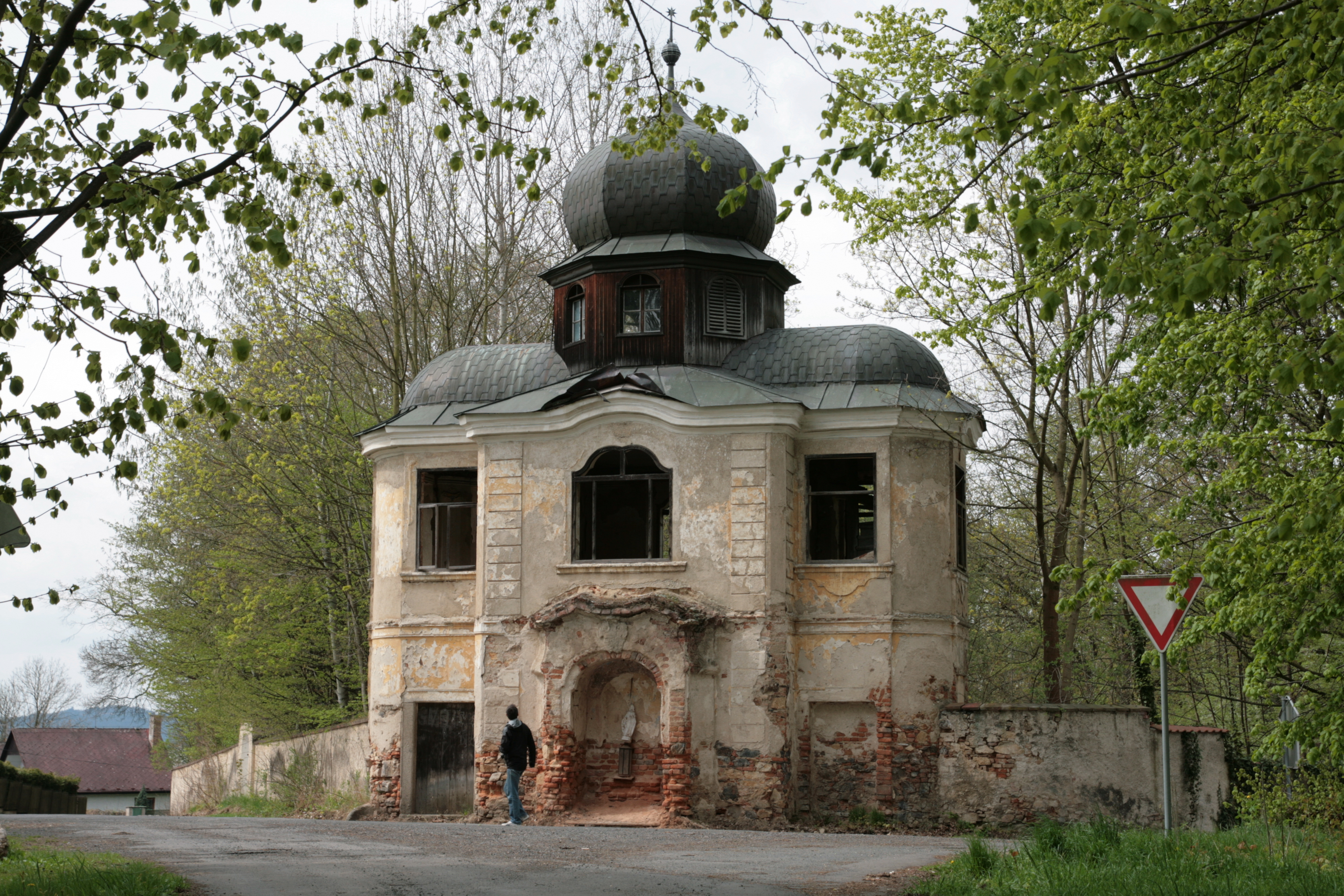
Gloriet v nároží ohradní zdi zámeckého parku

V dochované podobě má zámek půdorys písmena U. Nejstarší částí budovy je renesanční východní křídlo se střední vstupní síní a bočními místnostmi zaklenutými valenými klenbami s výsečemi a hřebínky. Po roce 1840 byla tvrz barokně upravena a rozšířena o jižní křídlo. Severní křídlo bylo přistavěno na počátku devatenáctého století v empírovém slohu. Fasády průčelí člení pilastrový řád, korunní římsa a obdélná okna s výraznými frontony. V zahradním průčelí se nachází balkón podpíraný pilíři, pod kterým je hlavní vchod do budovy.
K památkově chráněnému areálu patří také park a ohradní zeď s branami.
V jihovýchodním nároží parku stojí patrový gloriet se čtvercovým půdorysem, dvěma přístavky se zkosenými hranami a s cibulovou střechou.